# Johan Frederik Gronovius
Jan Frederik Gronovius ( ou Johann Frederik ou Johannes Fredericus ) ( Leiden, 10 de fevereiro de 1686 – Leiden, 10 de julho de 1762 ) foi um botânico neerlandês.